# Gummiball

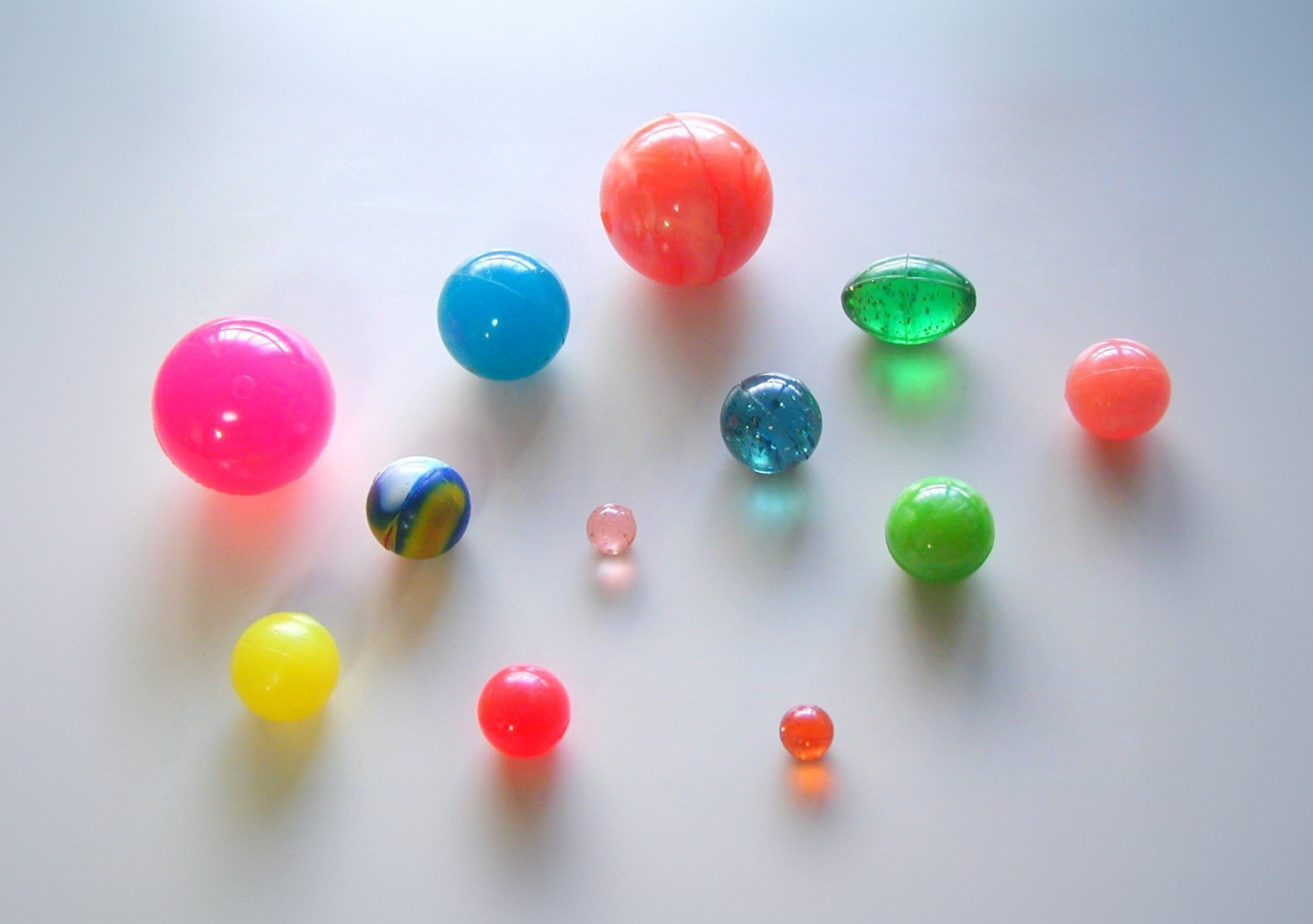
Gummibälle in verschiedenen Größen, Farben und Formen

Gummibälle oder Flummis ist die Bezeichnung für alle Bälle, die früher aus Gummi hergestellt wurden und heute meist aus Kunststoffmasse gefertigt sind.

## Begriff

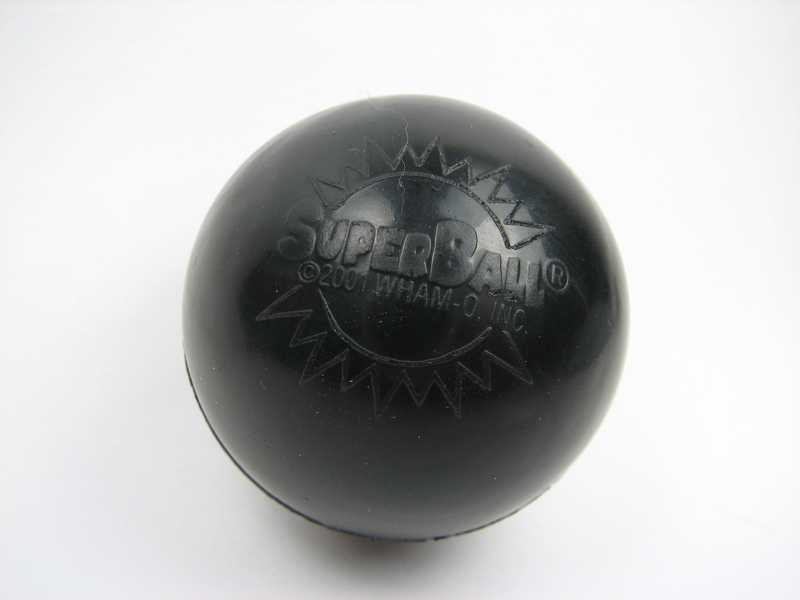
SuperBall von Wham-O Toys (2001)

Flummi mit Flittern

Ein massiver Ball aus einer mittelharten Gummimischung wird im Sprachgebrauch auch Flummi, Superball, Dotzball, Querball oder Dopsball genannt. Durch die Eigenschaften des Materials haben diese Bälle eine geringe Elastizität, aber eine hohe Sprungkraft, ähnlich den Bällen beim Basketball. Sie verlieren beim Auf- und Abprall nur einen kleinen Teil ihrer kinetischen Energie an innere Verformungs- und Reibungsvorgänge und behalten dadurch ihre Geschwindigkeit (genauer: den Betrag ihrer Geschwindigkeit) fast vollständig. Dieses Verhalten kommt dem physikalischen Konzept des Elastischen Stoßes recht nahe.
Der Ausdruck „Flummi“ ist ein Kofferwort und geht zurück auf einen Walt-Disney-Film mit dem Titel „Der fliegende Pauker“ (The Absent Minded Professor, 1961). Darin erfand ein von Fred MacMurray gespielter Professor eine „wundersame“ Gummimischung, die erstaunliche Dinge vollbringen kann. Diese Erfindung nannte er „Flubber“, eine Zusammenziehung des englischen „flying rubber“ als Begriff für die kleinen 2 bis 6 cm Durchmesser besitzenden Bälle. In der deutschen Filmsynchronisation wurde aus diesem „flying rubber“ nun korrekt übersetzt „fliegender Gummi“, zusammengezogen zu „Flummi“. Im späteren Filmremake hingegen war diese Wortschöpfung bereits zu sehr in den allgemeinen Sprachgebrauch integriert, um einen zugkräftigen Filmtitel abzugeben, weswegen der Filmtitel „Flubber“ bei der Synchronisation unübersetzt blieb.

## Anwendung
Von Kindern werden Gummibälle meist zum Werfen gegen feste Widerstände benutzt. Dabei ergeben sich interessante Konstellationen aus Sprungkraft als Folge der Elastizität und Änderung des Drehimpulses bei jedem Kontakt. Des Weiteren finden größere Gummibälle (Durchmesser ab etwa 7 cm) Einsatz beim Jonglieren über dem Boden.

## Sonstiges
Sony ließ im Jahr 2005 250.000 bunte Flummis die Straßen von San Francisco hinunterhüpfen, um mit dem Video für die „Sony BRAVIA“-LCD-Fernseher zu werben (siehe Weblinks).